# The foundations of decay
«The foundations of decay» es una canción de la banda estadounidense de rock My Chemical Romance. Es el primer lanzamiento de la banda desde su reunión en octubre de 2019, y el primer sencillo desde «Fake your death». La canción fue escrita por el vocalista Gerard Way y producida por Doug McKean junto con Way y el guitarrista principal Ray Toro.

## Antecedentes y lanzamiento
Seis años después de la ruptura de la banda en 2013, la banda anunció un concierto de reunión el 31 de octubre de 2019, inicialmente programado para realizarse como un evento único en Los Ángeles el 20 de diciembre de 2019. Posteriormente, la banda programó una nueva reunión con espectáculos en Europa, Reino Unido y Norteamérica.
En junio de 2021, Gerard Way reveló en una entrevista que estaban trabajando en nueva música junto a Doug McKean, quien fue ingeniero de sonido en The Black Parade y Danger days: the true lives of the Fabulous Killjoys. La canción fue publicada el 12 de mayo de 2022.

## Composición
La canción comienza con ruido estático, antes de presentar una guitarra eléctrica suave, un piano y un «redoble de batería relajado» junto con la voz distorsionada de Way, yendo en crescendos hacia el estribillo. Billboard la describó como un «un golpe de cabeza en toda regla con toda la fuerza del himno de la amada canción de 2006 de MCR “Welcome to the Black Parade”». También dijeron que la canción «surge entre festivales de rabia con sello de guitarra eléctrica y momentos de narración a fuego lento», concluyendo en un «todos contra todos lleno de gritos». NME la describió como una «pista hipnótica y progresiva convertida que se convierte en un crescendos emo».

## Créditos
| My Chemical Romance - Gerard Way: voces, sintetizador adicional, producción - Ray Toro: guitarras, producción - Frank Iero: guitarras, coros - Mikey Way: bajo | Personal adicional - Jamie Muhoberac: teclados - Jarrod Alexander: batería - Doug McKean: producción, ingeniero de sonido - Rich Costey: mezcla - Jeff Citron: asistente de mezcla - Mike Bozzi: masterización |